# (23458) 1989 RY1
1989 أر واي 1 (ويعرف أيضًا باسم (23458) 1989 أر واي 1 وفق تسمية الكوكب الصغير) (بالإنجليزية: 1989 RY1)‏ هو كويكب ضمن حزام الكويكبات؛ وترتيبه 23458 من حيث الاكتشاف.
اكتُشف هذا الجُرم الفلكي بواسطة اليانور إف. هيلين في 6 سبتمبر 1989.

## وصلات خارجية
- (23458) 1989 RY1 في قاعدة بيانات مختبر الدفع النفاث لأجرام النظام الشمسي الصغيرة

- الاكتشاف · مخطط المدار ·  العناصر المدارية · المعلمات المادية

- (23458) 1989 RY1 على موقع ويكي سكاي: DSS2, SDSS, GALEX, IRAS, Hydrogen α, X-Ray, Astrophoto, Sky Map, Articles and images